# Diego Palomeque
Diego Armando Palomeque Echavarría (ur. 5 grudnia 1993) – kolumbijski lekkoatleta specjalizujący się w biegach sprinterskich.
Na początku swojej kariery zdobywał medale na imprezach juniorów oraz juniorów młodszych Ameryki Południowej. W 2015 zdobył trzy krążki na mistrzostwach Ameryki Południowej, po jednym z innego kruszcu. Dwukrotny medalista mistrzostw ibero-amerykańskich w biegach na 400 oraz w sztafecie 4 × 400 metrów (2016). W tym samym roku reprezentował Kolumbię na igrzyskach olimpijskich w Rio de Janeiro, w których na eliminacjach zakończył występy w tych samych konkurencjach. W 2017 zdobył dwa złota i srebro na mistrzostwach Ameryki Południowej.
Złoty medalista mistrzostw Kolumbii w kategorii seniorów i juniorów oraz reprezentant kraju w IAAF World Relays.
Rekordy życiowe: bieg na 100 metrów – 10,11 (23 czerwca 2017, Asunción) rekord Kolumbii / 10,07w (25 czerwca 2016, Cali); bieg na 200 metrów – 20,32 (11 czerwca 2017, Medellín); bieg na 400 metrów – 45,25 (30 kwietnia 2016, Medellín) rekord Kolumbii. Rekordzista kraju w sztafecie 4 × 400 metrów (2:59,50 w 2019).

## Osiągnięcia
| Rok  | Impreza                                            | Miejsce        | Konkurencja        | Pozycja     | Wynik   |
| ---- | -------------------------------------------------- | -------------- | ------------------ | ----------- | ------- |
| 2010 | Mistrzostwa Ameryki Południowej juniorów młodszych | Santiago       | bieg na 400 m      | 2. miejsce  | 47,89   |
| 2011 | Mistrzostwa Ameryki Południowej                    | Buenos Aires   | sztafeta 4 × 400 m | 2. miejsce  | 3:09,67 |
| 2011 | Mistrzostwa panamerykańskie juniorów               | Miramar        | bieg na 400 m      | 4. miejsce  | 48,30   |
| 2011 | Mistrzostwa Ameryki Południowej juniorów           | Medellín       | bieg na 100 m      | 2. miejsce  | 10,45   |
| 2011 | Mistrzostwa Ameryki Południowej juniorów           | Medellín       | bieg na 200 m      | 1. miejsce  | 20,94   |
| 2011 | Mistrzostwa Ameryki Południowej juniorów           | Medellín       | sztafeta 4 × 100 m | 2. miejsce  | 40,08   |
| 2011 | Mistrzostwa Ameryki Południowej juniorów           | Medellín       | sztafeta 4 × 100 m | 2. miejsce  | 3:08,71 |
| 2012 | Mistrzostwa ibero-amerykańskie                     | Barquisimeto   | bieg na 400 m      | 5. miejsce  | 46,52   |
| 2012 | Mistrzostwa świata juniorów                        | Barcelona      | bieg na 400 m      | eliminacje  | 47,55   |
| 2014 | Młodzieżowe mistrzostwa Ameryki Południowej        | Montevideo     | bieg na 200 m      | 3. miejsce  | 21,02   |
| 2014 | Igrzyska Ameryki Środkowej i Karaibów              | Xalapa         | bieg na 100 m      | eliminacje  | 10,45   |
| 2014 | Igrzyska Ameryki Środkowej i Karaibów              | Xalapa         | sztafeta 4 × 400 m | 3. miejsce  | 3:02,52 |
| 2015 | IAAF World Relays                                  | Bahamy         | sztafeta 4 × 400 m | eliminacje  | 3:06,48 |
| 2015 | Mistrzostwa Ameryki Południowej                    | Lima           | bieg na 100 m      | 1. miejsce  | 10,40   |
| 2015 | Mistrzostwa Ameryki Południowej                    | Lima           | bieg na 200 m      | 2. miejsce  | 21,15   |
| 2015 | Mistrzostwa Ameryki Południowej                    | Lima           | sztafeta 4 × 100 m | 3. miejsce  | 40,80   |
| 2015 | Igrzyska panmerykańskie                            | Toronto        | bieg na 100 m      | eliminacje  | 10,44w  |
| 2016 | Mistrzostwa ibero-amerykańskie                     | Rio de Janeiro | bieg na 400 m      | 3. miejsce  | 10,30   |
| 2016 | Mistrzostwa ibero-amerykańskie                     | Rio de Janeiro | sztafeta 4 × 400 m | 1. miejsce  | 3:01,88 |
| 2016 | Igrzyska olimpijskie                               | Rio de Janeiro | bieg na 400 m      | eliminacje  | 46,48   |
| 2016 | Igrzyska olimpijskie                               | Rio de Janeiro | sztafeta 4 × 400 m | eliminacje  | 3:01,84 |
| 2017 | Mistrzostwa Ameryki Południowej                    | Asunción       | bieg na 100 m      | 1. miejsce  | 10,11   |
| 2017 | Mistrzostwa Ameryki Południowej                    | Asunción       | sztafeta 4 × 100 m | 2. miejsce  | 39,67   |
| 2017 | Mistrzostwa Ameryki Południowej                    | Asunción       | sztafeta 4 × 400 m | 1. miejsce  | 3:05,02 |
| 2017 | Mistrzostwa świata                                 | Londyn         | bieg na 100 m      | eliminacje  | 10,51   |
| 2017 | Mistrzostwa świata                                 | Londyn         | sztafeta 4 × 400 m | eliminacje  | 3:03,68 |
| 2019 | IAAF World Relays                                  | Jokohama       | sztafeta 4 × 400 m | 16. miejsce | 3:07,52 |
| 2019 | Mistrzostwa Ameryki Południowej                    | Lima           | bieg na 100 m      | 3. miejsce  | 10,47   |
| 2019 | Mistrzostwa Ameryki Południowej                    | Lima           | sztafeta 4 × 100 m | 3. miejsce  | 39,94   |
| 2019 | Mistrzostwa Ameryki Południowej                    | Lima           | sztafeta 4 × 400 m | 1. miejsce  | 3:04,04 |
| 2019 | Igrzyska panamerykańskie                           | Lima           | bieg na 100 m      | eliminacje  | 10,65   |
| 2019 | Igrzyska panamerykańskie                           | Lima           | sztafeta 4 × 400 m | 1. miejsce  | 3:01,41 |
| 2019 | Mistrzostwa świata                                 | Doha           | sztafeta 4 × 400 m | 4. miejsce  | 2:59,50 |
| 2021 | Igrzyska olimpijskie                               | Tokio          | sztafeta 4 × 400 m | eliminacje  | 3:03,20 |

Ponadto Palomeque wraz z kolegami z reprezentacji na trzeciej zmianie sztafety 4 × 400 metrów ustanowił aktualny rekord kraju (3:01,16) w 2016.